# 28608 Sblomquist
28608 Sblomquist è un asteroide della fascia principale. Scoperto nel 2000, presenta un'orbita caratterizzata da un semiasse maggiore pari a 2,6519593 au e da un'eccentricità di 0,1098391, inclinata di 5,57585° rispetto all'eclittica.